# Sarah Russell
Pour les articles homonymes, voir Russell.
Pour la planétologue britannique, voir Sara Russell.
Sarah Russell est une femme politique britannique. Membre du Parti travailliste, elle est élue députée de la circonscription de Congleton en 2024. Elle est aussi avocate et ancienne conseillère municipale de Manchester.

## Biographie

### Jeunesse et carrière professionnelle
Sarah Russell étudie la politique à l'université d'York, où elle obtient son diplôme en 2004. Elle réussit ensuite un diplôme d'études supérieures en droit (en anglais : Graduate Diploma in Law, GDL), ainsi qu'un Master of Laws au King's College de Londres. Elle passe finalement le concours pour exercer comme barrister.
Alors qu'elle est employée comme assistante juridique chez Pattison & Brewer à Londres, Sarah Russell obtient une double qualification d'avocate, développant une pratique en droit du travail. Elle travaille pendant plusieurs années dans le cabinet d'avocats Slater & Gordon avant de rejoindre Fox Whitfield and Rebel Law Ltd. pour officier comme avocate consultante,.
Sarah Russell travaille également comme avocate superviseuse au Centre de droit pour l'égalité et l'emploi.

### Carrière politique
Entre 2014 et 2023, Sarah Russell représente le quartier de Northenden en tant que conseillère au conseil municipal de Manchester. Elle est présidente du comité de contrôle des ressources et de la gouvernance du conseil ainsi que vice-présidente du Wythenshawe Community Housing Group.
Sarah Russell devint plus tard présidente de la section locale du Parti travailliste à Congleton.
En prévision des élections générales de 2024, est est désignée comme candidate potentielle du Parti travailliste dans la circonscription de Congleton. Elle est élue députée avec 37,7 % des voix et une avance de 3 387 voix sur la députée conservatrice sortante Fiona Bruce,. La victoire est considérée comme historique, le siège étant considéré comme un bastion conservateur.

## Vie privée
Sarah Russell est mariée, mère de trois enfants et vit à Congleton.